# Afghanistan FS08
FS08 var namnet på den 8:e svenska kontingenten i Afghanistan; en enhet med mycket varierande arbetsuppgifter och grupperingar som Sverige skickade till Afghanistan. FS08 övertog ansvaret i oktober 2004 och lämnade över det i april 2005.
Huvuddelen av styrkan var grupperad i Mazar-e Sharif (QRF, NSE). Övriga enheter var grupperade i Kabul (NSE, ETC), Sheberghan (MOT) och Sar-e Pol (MOT).
Den QRF (Quick Reaction Force) som omnämns ovan utgjordes av en svensk pluton rekryterad från K 4. Plutonen ingick i ett brittiskt kompani. 